# 10 TV
10 TV a fost un post de televiziune din România, lansat la data de 10 decembrie 2010 și deținut de compania de telecomunicații RCS & RDS.
Postul a fost creat în jurul emisiunii „Nașul”, realizată de Radu Moraru.
Printre emisiunile postului se mai numărau și „Matinalii”, și „Mbela Ciao”.
Postul a intrat în faliment pe data de 5 octombrie 2011, iar din 19 februarie 2012, 10 TV și-a oprit emisia, fiind înlocuit cu Digi 24, care și-a început emisia pe 1 martie 2012.